# Hans Carls
Hans Carls (17 décembre 1886 - 3 février 1952) est un prêtre catholique allemand. Interné à Dachau, il fut l'un des premiers à décrire son expérience concentrationnaire.

## Biographie
Hans Carls naît à Metz le 17 décembre 1886, pendant la période allemande. Le jeune Hans a le tempérament enjoué des Rhénans, mais il se tourne finalement vers la religion. Il est ordonné prêtre le 24 juin 1915 à Cologne. Mobilisé immédiatement, il devient aumônier militaire. 
En 1924, il devient directeur de charité à Wuppertal. Il gère des fonds destinés aux associations caritatives, coordonne et assiste de nombreux bénévoles dans leur lutte contre la faim et la misère. Il poursuit ses missions caritatives après l'arrivée des nazis au pouvoir. 

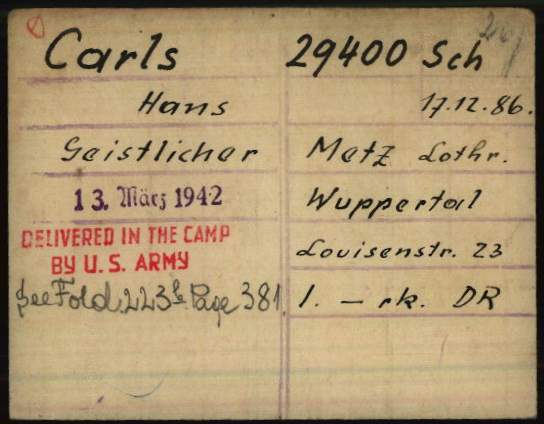
Carte d'enregistrement de Hans Carls en tant que prisonnier dans le camp de concentration nazi de Dachau

Malgré les pressions du régime nazi, Hans Karls continue à aider sans distinction ses concitoyens. Il aide ainsi des personnes de confession israélite, ce qui lui vaut d'être arrêté à son tour et envoyé au Camp de concentration de Dachau. Il restera incarcéré, dans des conditions inhumaines, du 13 mars 1942 au 29 avril 1945. À sa libération, Hans Carls sera l'un des premiers à relater son expérience concentrationnaire dans un ouvrage autobiographique. Il reprend ses activités caritatives  à  Wuppertal et participe aussi à la rédaction d’une lettre aux anciens détenus, les "Voix de Dachau". Hans Carls s'éteindra le 3 février 1952 à Munich.

## Publications
- Dachau, Erinnerungen eines katholischen Geistlichen aus der Zeit seiner Gefangenschaft 1941- 1945, Cologne, 1946.